# Wilhelm Aring
Wilhelm Aring, född 16 september 1909 i Stockholm, död 9 oktober 1970 i Solna församling, var en svensk ljudtekniker inom filmen, med en karriär mellan 1940 och 1966.
Han regisserade även en film, kavalkadfilmen Adolf i toppform (1952), samt skrev manus till och spelade en roll i Med flyg till sjunde himlen (1949).